# Белугин, Максим Эдуардович
Макси́м Эдуа́рдович Белу́гин (5 марта 1985, Краснокаменск) — российский бобслеист, разгоняющий, выступает за сборную России с 2007 года, за олимпийскую сборную с 2014 года. Неоднократный победитель и призёр национального первенства, различных этапов Кубка мира и Европы, мастер спорта. Представляет Иркутск и Московскую область.

## Биография
Максим Белугин родился 5 марта 1985 года в городе Краснокаменске, Забайкальский край. Спортом увлекался с детства, активно занимался лёгкой атлетикой, в частности, выступал в толкании ядра и даже получил в этой дисциплине звание мастера спорта.
Первым тренером спортсмена был Игорь Иванович Бражник.
В 2007 году решил попробовать себя в бобслее, прошёл отбор в национальную сборную и присоединился к ней в качестве разгоняющего. Тогда же в составе четырёхместного экипажа Александра Касьянова дебютировал в Кубке Европы, показав на трассе немецкого Кёнигсзее пятнадцатый результат. В следующем сезоне впервые поучаствовал в заездах Кубка мира, на этапе в Винтерберге в двойке с пилотом Алексеем Горлачёвым закрыл двадцатку сильнейших. В январе 2009 года с двойкой финишировал шестым на юниорском чемпионате мира, успешно выступал на этапах европейского кубка — один раз остановился в шаге от призовых позиций, добравшись до финиша с четвёртым временем.
В 2010 году стал чемпионом России среди двухместных экипажей, выиграл три бронзовые медали на этапах Кубка Европы и занял пятое место на молодёжном мировом первенстве в швейцарском Санкт-Морице. В следующем сезоне вместе с Касьяновым они принимали участие почти во всех этапах Кубка мира, причём обычно оказывались в лучшей десятке, а на трассе американского Парк-Сити в программе четвёрок были четвёртыми, немного не дотянув до бронзовой позиции. На взрослом чемпионате мира 2011 года в Кёнигсзее Белугин был семнадцатым в двойках, десятым в четвёрках и шестым в смешанных состязаниях по бобслею и скелетону. Год спустя спортсмен защитил звание чемпиона России, обогнав даже признанных лидеров сборной Александра Зубкова и Дмитрия Труненкова, в целом выступал на прежнем высоком уровне, на этапе в канадском Уистлере завоевал первую для себя медаль с Кубка мира — серебряную. В феврале 2012 года на трассе американского Лейк-Плэсида участвовал в заездах первенства мира, финишировал шестнадцатым с двойкой и одиннадцатым с четвёркой.

## Дисквалификация
22 декабря 2017 года решением Международного олимпийского комитета за нарушение антидопинговых правил аннулированы результаты полученные на Олимпийских игр 2014 года в Сочи и пожизненно отстранен от участия в Олимпийских играх.